# Cammarata
Cammarata è un comune italiano di 5 797 abitanti del libero consorzio comunale di Agrigento in Sicilia.

## Geografia fisica

### Territorio
L'abitato di Cammarata si trova a 689 m s.l.m. di quota alle pendici di monte Cammarata (1578 m), spesso indicato come la più alta vetta dei Sicani, in un territorio particolarmente boscoso. Il comune di San Giovanni Gemini è completamente incluso all'interno del territorio di Cammarata, di cui costituisce dunque una enclave.
Nel territorio di Cammarata, tra i più vasti della zona, nasce e si sviluppa per un lungo tratto il fiume Platani, nonché suoi affluenti e altri torrenti. Data la varietà geologica, il territorio fluviale ospita diverse specie di uccelli palustri, per lo più migratori; all'interno del parco dei Monti Sicani si possono ammirare diverse specie di rapaci catalogate come specie protette, oltre alla presenza di mammiferi autoctoni siciliani, anfibi, rettili.
Il centro abitato sorge su un costone roccioso obliquo, un masso arenario, caratterizzando la vista del paese a terrazzamenti.

## Storia
Il toponimo Cammarata deriva probabilmente dal greco bizantino κάμαρα kàmara 'stanza a volta'; altre fonti ci riportano che il nome potrebbe derivare dalla dicitura latina Camicus Erat 'qui era Camico' , poiché nei pressi del paese sono stati ritrovati reperti. Cammarata si estende su una superficie di 19 203 ettari con una densità abitativa di 958 abitanti per km quadrato e si trova a 989 metri s.l.m. Il primo documento nel quale viene citato il territorio di Cammarata è del 1141, un atto di donazione della chiesa di Santa Maria (oggi distrutta) da parte della normanna Lucia di Cammarata al vescovo di Cefalù; insieme alla chiesa Lucia la Normanna dona anche cinque casali dal nome di origine araba, segno che il territorio a quell'epoca era abitato almeno dal tempo dell'occupazione araba della Sicilia; era presente, in quel tempo, anche una piccola comunità ebraica, rimasta poi fino al 1492, quando con l'editto di Granada furono espulsi da tutta la Sicilia . Reperti archeologici trovati in tutto il territorio di Cammarata testimoniano che esso era abitato anche in epoca romana e addirittura preistorica. La contea di Cammarata seguì le vicissitudini storiche della Sicilia, passando dai Normanni agli Svevi e con Federico II diventò per breve tempo città demaniale. Passato il periodo di grande incertezza dovuto alla guerra del Vespro, nel 1397 in seguito alla ribellione del conte di Cammarata a Martino il Giovane che nel frattempo era diventato re di Sicilia, Cammarata subì l'assedio da parte di Bernardo Cabrera, braccio destro del Re.
Cammarata fu possesso e residenza di diverse famiglie nobili fra le quali quelle di Vinciguerra d'Aragona nel 1369, dei Moncada e dei Branciforte. Cammarata visse un periodo florido e di pace nel XV secolo, sotto gli Abatellis che, grazie alla loro origine di mercanti, sfruttarono al meglio le risorse del territorio, soprattutto l'estrazione del salgemma. Il castello, il cui aspetto si può fare risalire all'architettura aragonese, venne abitato stabilmente dai signori di Cammarata fino al XVII secolo. Poi cominciò la decadenza, fino alla fine del feudalesimo in Sicilia nel 1812. Nel settore artistico monumentale Cammarata conserva nella Chiesa Madre una splendida statua della Madonna della Catena e un dipinto opera di Pietro D'Asaro, mentre nella chiesa dell'Annunziata eretta nel XIV secolo si trova una mirabile croce d'oro opera di uno sconosciuto intagliatore siciliano del XVI secolo. Esistono molte persone che hanno il cognome omonimo emigranti dalla Regione Siciliana al mondo e comunque di origine siciliana.

### Simboli
Lo stemma e il gonfalone del comune di Cammarata sono stati concessi con decreto del presidente della Repubblica del 14 luglio 2008.
Il gonfalone è costituito da un drappo di bianco con la bordatura di azzurro.

## Monumenti e luoghi d'interesse

### Architetture religiose
- Chiesa Madre di San Nicola di Bari, 1640, ricostruzione di edificio d'epoca normanna, 1100.
- Chiesa dell'Annunziata, XIV secolo.
- Chiesa di San Sebastiano già della Madonna dell'Itria.
- Chiesa di Sant'Antonio abate e convento dell'ordine dei Predicatori di San Domenico oggi adibito a istituto scolastico.
- Chiesa di Santa Maria di Gesù o santuario di Maria Santissima Cacciapensieri e convento dell'Ordine dei frati minori.
- Chiesa di San Vito martire, XVI secolo
- Chiesa di Santa Domenica (Badia), XIII secolo.
- Chiesa della Beata Maria Vergine Immacolata.
- Chiesa di San Giacomo.
- Chiesa di San Biagio.
- Chiesa della Madonna delle Grazie detta "del Barone"
- Chiesa della Madonna dell'Indirizzo.
- Chiesa di Santa Caterina.

### Architetture civili
- Castello di Cammarata, XIII secolo.
- Palazzo Trajna

## Società

### Evoluzione demografica
Abitanti censiti

### Tradizioni e folclore
La Cavalcata
È una manifestazione caratteristica di alcune feste che si svolgono a Cammarata. La più nota delle quali è la cavalcata del SS. Crocifisso degli Angeli, che si festeggia l'ultima domenica di maggio. In questa occasione cavalli e cavalieri sfilano tra due ali di folla festante per le vie del paese. Si parte dalla casa del Paliante, cioè colui che ha promesso un'offerta di ringraziamento per una grazia da ricevere e che porterà il Palio, e arriva al suo culmine nei pressi della chiesa dove si celebra la festa e dove si dona l'offerta. Suggestiva è la processione del SS. Crocifisso, con l'artistico fercolo in legno del 1863, che passa per le caratteristiche vie di Cammarata, ma molto più suggestivo è il "grido di fede" degli uomini portatori del SS. Crocifisso.
Festa di San Giuseppe e Maria Santissima di Cacciapensieri
La festa di San Giuseppe è divisa in festa religiosa celebrata a marzo e festa civile che si celebra il 18 agosto di ogni anno. La processione si inizia dalla chiesa di Maria SS di Cacciapensieri con l'uscita dei simulacri di San Giuseppe e della Madonna di Cacciapensieri, portati a spalla, rispettivamente dagli uomini (San Giuseppe) e dalle donne (la Madonna). Prosegue attraversando le vie di Cammarata con la banda musicale locale al seguito, sino a giungere in Piazza Marrelli, per risalire e rientrare in chiesa. In tutto questo percorso la gente che ha fatto le proprie promesse dona soldi e gioielli che vengono appesi davanti all'effigie di San Giuseppe o della Madonna.
All'interno delle festività per San Giuseppe riveste una particolare importanza lo spettacolo di intrattenimento musicale che, contrariamente a quanto avveniva in passato, si svolge da qualche anno nella serata antecedente alla processione.

## Amministrazione
Di seguito è presentata una tabella relativa alle amministrazioni che si sono succedute in questo comune.
| Periodo          | Periodo          | Primo cittadino       | Partito              | Carica                    | Note  |
| ---------------- | ---------------- | --------------------- | -------------------- | ------------------------- | ----- |
| 30 ottobre 1987  | 31 marzo 1989    | Francesco Madonia     | Democrazia Cristiana | Sindaco                   | [ 7 ] |
| 17 aprile 1989   | 3 gennaio 1990   | Salvatore Mirabile    | Democrazia Cristiana | Sindaco                   | [ 7 ] |
| 3 gennaio 1990   | 22 maggio 1990   | Gino Dario Mangiapane | Democrazia Cristiana | Sindaco                   | [ 7 ] |
| 22 maggio 1990   | 3 febbraio 1993  | Vincenzo Giambrone    | Democrazia Cristiana | Sindaco                   | [ 7 ] |
| 10 febbraio 1993 | 14 giugno 1994   | Salvatore Tuzzolino   | Democrazia Cristiana | Sindaco                   | [ 7 ] |
| 14 giugno 1994   | 25 maggio 1998   | Giovanna Alessi       | ind.sin.             | Sindaco                   | [ 7 ] |
| 25 maggio 1998   | 18 febbraio 2000 | Francesco Lo Sardo    | lista civica         | Sindaco                   | [ 7 ] |
| 18 febbraio 2000 | 17 aprile 2000   | Giovanni Anselmo      |                      | Commissario straordinario | [ 7 ] |
| 17 aprile 2000   | 17 maggio 2005   | Salvatore Tuzzolino   | centro               | Sindaco                   | [ 7 ] |
| 17 maggio 2005   | 1º giugno 2010   | Vito Diego Mangiapane | lista civica         | Sindaco                   | [ 7 ] |
| 1º giugno 2010   | 2 giugno 2015    | Vito Mangiapane       | lista civica         | Sindaco                   | [ 7 ] |
| 2 giugno 2015    | 4 ottobre 2020   | Vincenzo Giambrone    |                      | Sindaco                   | [ 7 ] |
| 4 ottobre 2020   | in carica        | Giuseppe Mangiapane   | lista civica         | Sindaco                   | [ 7 ] |

### Altre informazioni amministrative
Il comune di Cammarata fa parte delle seguenti organizzazioni sovracomunali: regione agraria n.1 (Versante meridionale dei Sicani).